# Samoana decussatula
Samoana decussatula é uma espécie de gastrópode da família Partulidae.
É endémica da Polinésia Francesa.